# San Andrés del Rey
San Andrés del Rey es un municipio y localidad española de la provincia de Guadalajara, en la comunidad autónoma de Castilla-La Mancha. El término tiene una población de 37 habitantes (INE 2024).

## Geografía
En los alrededores de San Andrés del Rey se encuentran otras localidades como Berninches, Budia, El Olivar, Yélamos de Arriba. Por el municipio pasa el arroyo de San Andrés, que baja hacia los Yélamos.

## Historia
A mediados del siglo XIX, el lugar contaba con una población censada de 183 habitantes. La localidad aparece descrita en el segundo volumen del Diccionario geográfico-estadístico-histórico de España y sus posesiones de Ultramar de Pascual Madoz de la siguiente manera:

ANDRÉS DEL REY (San): v. con ayunt. de la prov. y adm. de rent. de Guadalajara (6 leg.), part. jud. de Brihuega (3), aud. terr. y c. g. de Madrid (16), dióc. de Toledo (30): sit. en una vasta llanura, próxima al nacimiento de un arroyuelo, se halla combatida por todos los vientos, gozado clima muy sano, presentándose solamente algunos dolores de costado: tiene 50 casas de 4 varas de altura por lo general, mal distribuidas en el interior, formando calles y una plaza de 20 pasos en cuadro: con piso llano, pedregoso y bastante limpias: hay casa de ayunt. de buena construccion, con tres pisos y toda la fachada de piedra silleria; pósito, cuyo fondo consiste en 20 fan. de trigo y centeno; escuela de niños á la que asisten 5 que pagan una corta retribucion en granos, é igl. parr. dedicada á San Andres Apóstol, cuyo curato es de provision del diocesano: en las afueras se encuentra á 300 pasos una fuente de buena y abundante agua para el uso de los vec.; á 500 pasos el manantial referido al principio para el de los ganados; á igual dist. la ermita de Ntra. Sra. de las Mercedes, é inmediato á ella el cementerio que no perjudica á la salud pública. Confina el térm. por N. con el de Berninches (á la dist. de 1 leg.); por E. el Olivar (1/2); por S. Budia (1/2); y al O. con el de Yelamos de Arriba (1/4): comprende ademas de las tierras de labor, el monte llamado del Rebollar al E. de la pobl.: el terreno es todo llano, flojo, de secano, con poca miga, y sumamente, pedregoso; le cruza el arroyo, cuyo nacimiento se halla cerca del pueblo, y que por esta razón se llama el barranco de San Andrés; marcha en dirección de los Yelamos, y entra en el Tapiña, después de 2 leg., en la v. de Romanones: los camimos son comunales, de herradura y en buen estado: el correo se recibe en Budia dos veces á la semana por los mismos interesados: prod. trigo, cebada, avena, vino; se mantiene algún ganado lanar y abunda la caza menor: pobl. 46 vec.; 183 alm.: cap. prod.,1.370,000 rs.. imp. 68,500: contr. 3,573--14. presupuesto municipal 1,200 que se cubre con el producto de un horno de poya, una posada, y repartimiento vecinal; el secretario es también el sacristan y percibe 30 fan. de grano por su dotacion.
(Madoz, 1845, p. 300)

## Demografía
San Andrés del Rey cuenta con una población de 37 habitantes (INE 2024).
| Gráfica de evolución demográfica de San Andrés del Rey entre 1842 y 2021                                            |
| |
| Población de derecho según los censos de población del INE Población de hecho según los censos de población del INE |

| 48            | 50 | 53 | 46 | 37 | 34 | 40 |
| (Fuente: INE) |    |    |    |    |    |    |